# US Marines – Die legendäre Elitetruppe
Das Sachbuch US Marines (englischer Originaltitel: Marine) wurde von Tom Clancy, einem bekannten Autor vieler Thriller, geschrieben.

## Inhalt
Im Buch wird, nach seinen Büchern über die US Navy („Atom U-Boot/Reise ins …“), die US Army („Armored Cavalry“) und die US Air Force („Fighter Wing“), das US Marine Corps porträtiert.
Das Buch ist umfangreich (ca. 550 Seiten) und handelt von der Geschichte der Marines, vom Unabhängigkeitskrieg bis zur Operation Desert Storm und dem daraus entstandenen Ethos als Elitetruppe und 911-Kraft (911 ist die Nummer des amerikanischen Notrufs) bis zur fiktiven Zukunft des Korps als Wächter amerikanischer Interessen in einer globalen Welt. Im zweiten Teil folgt ein Interview mit dem zum Zeitpunkt der Erstellung des Buches amtierenden Oberbefehlshaber der Marines, dem Commandant, General Charles C. Krulak. Im weiteren Verlauf wird sehr detailliert auf die Ausbildung und die verschiedenen Laufbahnmöglichkeiten der Marines eingegangen.
Auch die Beschreibung der Ausrüstung ist detailliert, angefangen vom Standard M-16 Gewehr über den Kampfpanzer M1 Abrams bis zu den großen Landungsschiffen der Wasp-Klasse mit 40.530 Tonnen Verdrängung. Danach besucht der Autor einen Verband der Marines, die 26. Marine Expeditionary Unit (Special Operations Capable) (26. MEU(SOC)). Er berichtet in zwei Kapiteln darüber, wie er bei der Truppe auf dem Schiff lebt, während sie ihre Übungen und Vorbereitungen auf den folgenden Einsatz abhalten. Es folgen zwei fiktive Planspiele über den Einsatz eines solchen Verbandes, einmal im Konflikt um das iranische Kernkraftwerk Buschehr, und in der Besetzung Bruneis durch Malaysia.
Den Schluss bildet ein Nachwort und ein Glossar, in dem alle Abkürzungen des Buches noch einmal erläutert werden und das auch sehr nützlich sein kann, da Clancy, wie beim Militär üblich, viel mit Abkürzungen arbeitet. Diese Tatsache mag es einem Anfänger in der Materie erschweren, sich sofort zurechtzufinden.